# Фазлі
38°49′05″ пн. ш. 65°28′50″ сх. д. / 38.818055555556° пн. ш. 65.480555555556° сх. д.
Фазлі (узб. Fazli, Фазли) — міське селище в Узбекистані, в Касбинському районі Кашкадар'їнської області.
Статус міського селища з 2009 року.